# 中队 (罗马)
中队（拉丁語：Turma，意为“集群、中队”，希腊语：τούρμα）是罗马共和国和帝国时期军队的骑兵单位。拜占庭时期，中队转变为军区下辖的大型团级军政合一的分区。虽然“侧翼骑兵队”一般也译为“中队”，但骑兵队则是由数个中队组成。

## 罗马军队

### 共和国
在公元前三世纪和公元前二世纪罗马共和国正值布匿战争和对西班牙及希腊扩张战争。此时罗马军队的核心由公民组成，辅以罗马同盟的派遣军。古希腊历史学家波利比乌斯描述了这一时期罗马军团的组织结构（参见“波利比乌斯军队”），他记载每个4,200人的步兵军团都配有300人的公民骑兵，这支骑兵分为十个中队。根据波利比乌斯的说法，中队士兵选出3名十夫长作为军官，其中第一个被选出的十夫长作为整个中队的指挥官，另两人成为副官。与共和国早期相同，这些骑兵士兵大部分来自于18个骑士阶层百人队，也是罗马人民中最富有的阶层，只有他们能够负担得起战马及其装备。

### 帝国

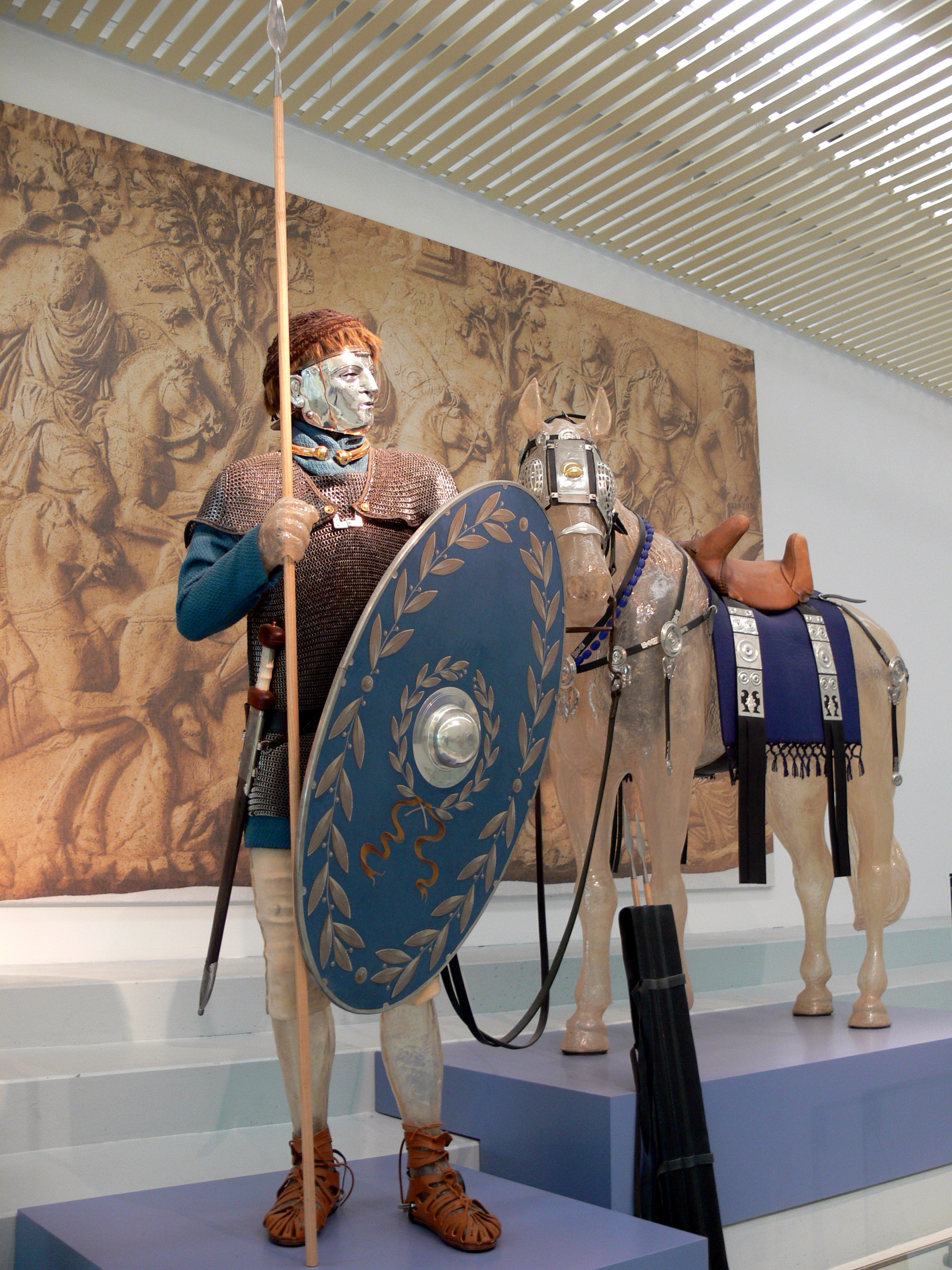
复原的元首制时期罗马骑兵，荷兰奈梅亨

伴随着奥古斯都（统治时间：公元前27年-公元14年）及其继任者对军队的重组，中队成为骑兵的基础军事编制单位，属于辅兵军团（罗马骑兵主体）和派遣骑兵团，大致相当于步兵军团的百人队。辅兵军团的步骑混合大队（cohors equitata）是步兵和骑兵组成的混编单位，分为两种规模：五百人步骑大队（cohors equitata quingenaria）由480名步兵队士兵和4个骑兵中队组成；千人步骑混合大队（cohors equitata milliaria）由800名步兵和8个骑兵中队组成。同样，纯骑兵的侧翼骑兵队也有两种规模：五百人侧翼骑兵队（ala quingenaria）由19个骑兵中队组成；千人侧翼骑兵队（ala milliaria）由24个骑兵中队组成。在中东地区的步骑混合大队中还出现了独特的骆驼骑兵中队（骆驼骑兵），图拉真（统治时间：公元98-117年）组建了第一支完全由骆驼骑兵组成的骑兵队：帕尔米拉·乌尔皮亚·第一骆驼侧翼骑兵队（Ala I Ulpia dromedariorum Palmyrenorum）。
中队仍然由一名十夫长指挥，辅以两名副官（principales ），一名二等兵（sesquiplicarius，比普通士兵额外多拿半薪和全薪的士兵），一名一等兵（duplicarius，比普通士兵额外多拿双薪的士兵）以及一名百人队掌旗兵或布旗队掌旗兵（举旗的士兵，参见布旗队）。其军衔分别对应值守官（tesserarius）、候选官（optio）和掌旗官（signifer）。然而元首制时期中队的具体规模人数仍不清楚：共和国时期的标准中队是30人，该标准仅适用步骑混合大队而非侧翼骑兵队。例如《关于军营的防御工事》一书中准确记载了一个千人步骑混合大队有240名骑兵，这说明每个中队为30人。但该书给出一个千人骑兵队由24个中队合计1,000匹战马。如果减去军官配备的额外战马（十夫长配备两匹，两名副官各配备一匹），剩下的832匹战马并不足以为24个中队平均分配。同时代的历史学家阿里安明确记载五百人骑兵队有512人，表明每个中队为32人。
元首制时期每个军团配有由4个中队组成的骑兵分遣队。整个军团的中队由一名百夫长统领，以候选官和掌旗官作为高级副官辅佐，每人各亲率10名骑兵。每个军团共132名骑兵，地位明显低于军团步兵：中队的百夫长及其副官仅属于候补编制；中队的士兵虽然被列入军团队列名单，但与步兵分开扎营。
在元首制晚期的军队中，中队称号及其组织结构仍被保留，只是改变了头衔：十夫长继续统领中队并亲率第一个十人列队。铁甲骑兵上尉各率领另外两个列队，他们实质上就是元首制早期的一等兵和二等兵。到6世纪中队组织结构的痕迹仍然残存于帝国军队中：6世纪晚期莫里斯的著作《战略》中记载骑兵列队由十夫长（dekarchos）统领。

## 拜占庭帝国

### 军政合一
7世纪由于阿拉伯入侵，帝国对军事和行政系统进行改革：旧有的军民行政分离的体制被抛弃，旧野战军残部被安置于以各自军团命名的大型行政区-军区上。中队turma也被希腊语转写为tourma （τούρμα或）作为军区的主要辖区。每个军区（奥普提马通军区除外）的军队被分为2到4个中队，每个中队进一步分为若干个旅（moirai，μοίραι）和营（droungoi ），旅和营由若干个旗（bandon，βάνδον）组成。
每个军区下辖行政区域也进行划分：中队和旗（不包括旅和营）被明确定义为作为驻防和募兵区域的行政区。在利奥六世（统治时间：886-912年）在其著作《战术》中提出了一个“理想化”的军区结构：由3个中队组成，每个中队再分为3个营等。然而这种军区组织结构明显具有误导性，因为现有资料表明任何程度上统一不同军区下辖区域的规模或数量都是不可行的，而军事战略区域与领土行政区域保持一致更是难以实现。实际上中队规模的划分取决于军事战略上的需求，数个较小的中队能够一场战役中联合作战而较大的中队也可以分散驻防。中队的规模大小可以灵活变动，因为最基础的旗的编制可以容纳200-400人，而一个中队编制足以容纳6,000人，虽然7世纪到10世纪初的中队通常是2,000-5,000人。

### 中队长

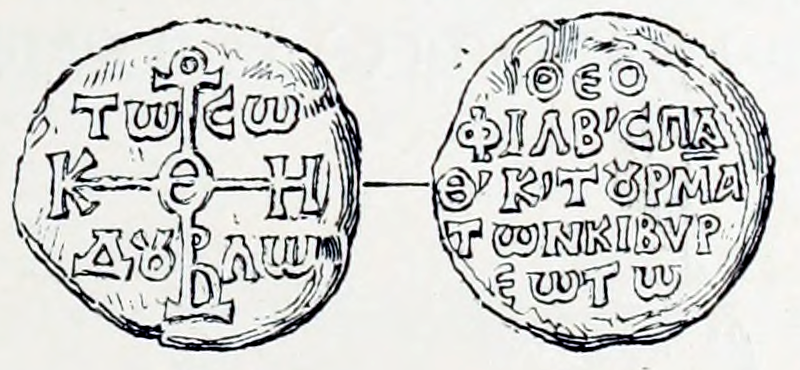
狄奥斐卢斯，佩剑侍卫和基比拉奥特中队长的印章

每个中队由中队长（tourmarchēs，τουρμάρχης）统领。虽然某些情况下由代理官（ek prosōpou，ἐκ προσώπου）即各自军区的将军的临时代表统领中队。中队长头衔首次出现在626年左右，当时有一位名为乔治的亚美尼亚军区中队长。中队长通常驻守在要塞城镇中，除了履行军事职责外还需要负责本辖区的财政和司法职务。印章和《战术》书中的官员名单表明中队长一般拥有佩剑亲卫（spatharokandidatos，σπαθαροκανδιδᾶτος）、佩剑侍卫（spatharios，σπαθάριος）或亲卫（kandidatos，κανδιδᾶτος）头衔。从功能和头衔上看，中队长对应着帝国常备中央军军团的副团长（topotērētēs，τοποτηρητής）。中队长的薪资视其所在军区的重要程度而定：地位较高的安纳托利亚军区的中队长每年216枚金诺米斯玛塔，而欧洲的军区中队长每年仅有144枚诺米斯玛塔，和营长（droungarioi，δρουγγάριος ）还有军区其他高级官员的薪资保持一致。一些资料显示早期师长（merarchēs，εράρχης）一词在6-7世纪和后来的中队长具有相同的级别地位，两者头衔交替使用。在9-10世纪，师长以变体meriarchēs（μεριάρχης）的形式出现。不过约翰·巴格内尔·伯里和约翰·霍尔顿等学者提出meriarchēs是一个特殊的官职，他们仅持有中队长头衔，居住在军区首府并依附于军区将军。

### 中队末期
在10世纪中叶，军事行政单位的平均规模缩减。以中队为例，人数从2,000-3,000人降至1,000人，实质上成为早期营一级的规模。尽管仍有较大规模中队的记录，但营级编制的消失恰好说明了中队规模的缩减。因此中队直接下辖5-7个旗，每个旗有50-100名骑兵或200-400名步兵。到11世纪，中队一词逐渐被废弃，但仍然作为行政术语被保留到12世纪末。中队长头衔在11世纪上半叶仍被证明存在，但此后可能不再使用该头衔。

## 注解
1. ↑  百人队最初为罗马王政时期组建的军事单位组织，经过罗马第六位国王塞尔维乌斯改革后将全体罗马公民划分为五个阶层共193个百人队，每个百人队组成百人队大会（森都利亚大会）商议国是。其中第一阶层拥有80个步兵百人队和18个骑兵百人队。
2. ↑  罗马军队番号，帕尔米拉代表军队所在地，乌尔皮亚（英语：Ulpia gens）为创建者图拉真皇帝的家族名。

## 引用
1. 1 2  Goldsworthy 2003，第27頁.
2. ↑  Erdkamp 2007，第57頁.
3. ↑  Polybius. Histories, 6.25 （页面存档备份，存于）
4. 1 2  Erdkamp 2007，第194頁.
5. ↑  Goldsworthy 2003，第57–58頁.
6. ↑  Erdkamp 2007，第258頁.
7. ↑  Sabin, van Wees & Whitby 2007，第53頁.
8. ↑  De Munitionibus Castrorum（英语：De Munitionibus Castrorum）, 26.
9. ↑  De Munitionibus Castrorum（英语：De Munitionibus Castrorum）, 16.
10. ↑  Arrian. Ars Tactica, 17.3.
11. 1 2  Erdkamp 2007，第275頁.
12. 1 2  Erdkamp 2007，第274頁.
13. ↑  Haldon 1999，第73–77頁.
14. 1 2 3  ODB，"Tourma" (A. Kazhdan), p. 2100.
15. ↑  Haldon 1999，第113頁.
16. ↑  Haldon 1999，第112–113頁.
17. 1 2 3  Haldon 1999，第114頁.
18. ↑  Haldon 1999，第113–114頁.
19. ↑  Treadgold 1995，第97, 105頁.
20. ↑  ODB，"Ek prosopou" (A. Kazhdan), p. 683.
21. ↑  Haldon 1999，第315頁.
22. 1 2  ODB，"Tourmarches" (A. Kazhdan), pp. 2100–2101.
23. ↑  Treadgold 1995，第105頁.
24. ↑  Treadgold 1995，第130–132頁.
25. ↑  Treadgold 1995，第94–97頁.
26. ↑  Bury 1911，第41–42頁.
27. ↑  ODB，"Merarches" (A. Kazhdan, E. McGeer), p. 1343.
28. ↑  Haldon 1999，第115–116頁.
29. ↑  Treadgold 1995，第97, 106頁.
30. ↑  ODB，"Bandon" (A. Kazhdan), p. 250.